# Lulu Basinyi
Lulu Basinyi (* 30. Mai 1976) ist ein ehemaliger botswanischer Sprinter.

## Sport
Basinyi nahm an den Olympischen Sommerspielen 2000 in Sydney teil. In der 4 × 400-m-Staffel lief er mit den Teamkollegen Agrippa Matshameko, Glody Dube, Johnson Kubisa und California Molefe.